# Горный (Мошковский район)
Го́рный — посёлок в Мошковском районе Новосибирской области. Входит в состав Новомошковского сельсовета. 

## География
Площадь посёлка — 48 гектаров.

## Население
| 2002 | 2007 | 2010 |
| ---- | ---- | ---- |
| 300  | ↗313 | ↘309 |

## Инфраструктура
В посёлке по данным на 2007 год функционируют 1 учреждение здравоохранения и 1 учреждение образования.